# Cúp quốc gia Wales 1935–36
Cúp quốc gia Wales FAW 1935–36 là mùa giải thứ 55 của giải đấu bóng đá loại trực tiếp hàng năm dành cho các đội bóng ở Wales.

## Từ viết tắt
Tên giải đấu nằm sau tên các câu lạc bộ.
- B&DL - Birmingham & District League
- CCL - Cheshire County League
- FL D2 - Football League Second Division
- FL D3N - Football League Third Division North
- FL D3S - Football League Third Division South
- MWL - Mid-Wales Football League
- SFL - Southern Football League
- WLN - Welsh League North
- WLS D1 - Welsh League South Division One
- WLS D2 - Welsh League South Division Two
- W&DL - Wrexham & District Amateur League

## Vòng Một
| Số thứ tự trận | Đội nhà                       | Tỉ số | Đội khách                     |
| -------------- | ----------------------------- | ----- | ----------------------------- |
| 1              | Portmadog (WLN)               | 2–1   | Holyhead Town (WLN)           |
| 2              | Llanfairfechan Town (WLN)     | 4–2   | Penrhyn Quarry (WLN)          |
| 3              | Llandudno (WLN)               | thắng | Ruthin                        |
| 4              | Mold                          | 2–3   | Flint Town (WLN)              |
| 5              | Caergwrle (W&DL)              | 0–2   | Vron United (W&DL)            |
| 6              | Coedpoeth (W&DL)              | 2–2   | Cross Street Gwersyllt (W&DL) |
| đá lại         | Cross Street Gwersyllt (W&DL) | 1–0   | Coedpoeth (W&DL)              |
| 7              | Wynnstay (W&DL)               | 3–3   | Llay Welfare (W&DL)           |
| đá lại         | Llay Welfare (W&DL)           | 6–2   | Wynnstay (W&DL)               |
| 8              | Gwersyllt (W&DL)              | 1–2   | Druids (W&DL)                 |
| 9              | Llay United                   | 2–0   | Brymbo Green (W&DL)           |
| 10             | Bala Town                     | 3–2   | Dolgelley Albion              |
| 11             | Llanidloes Town (MWL)         | 4–1   | Caersws (MWL)                 |
| 12             | Welshpool (MWL)               | 0–4   | Newtown (MWL)                 |
| 13             | Aberystwyth Town (MWL)        | 4–1   | Towyn (MWL)                   |
| 14             | Machynlleth (MWL)             | 3–1   | Aberdovey (MWL)               |
| 15             | Builth Wells                  | thắng | Brecon                        |
| 16             | Llandrindod Wells             | 1–4   | Rhayader                      |
| 17             | Blaina Town                   | 0–1   | Pontymister United            |

## Vòng Hai
Vòng này có sự tham gia của 17 đội thắng từ vòng Một cùng với 3 đội bóng mới.
| Số thứ tự trận | Đội nhà                       | Tỉ số | Đội khách                     |
| -------------- | ----------------------------- | ----- | ----------------------------- |
| 1              | Llanidloes Town (MWL)         | 7–0   | Newtown (MWL)                 |
| 2              | Aberystwyth Town (MWL)        | 2–1   | Machynlleth (MWL)             |
| 3              | Bala Town                     | 4–3   | Blaenau Ffestiniog (WLN)      |
| 4              | Flint Town (WLN)              | 3–1   | Portmadog (WLN)               |
| 5              | Llandudno (WLN)               | 4–4   | Llanfairfechan Town (WLN)     |
| đá lại         | Llanfairfechan Town (WLN)     | 4–6   | Llandudno (WLN)               |
| 6              | Llanerch Celts (W&DL)         | 2–0   | Llay Welfare (W&DL)           |
| 7              | Llay United                   | 0–0   | Cross Street Gwersyllt (W&DL) |
| đá lại         | Cross Street Gwersyllt (W&DL) | 3–1   | Llay United                   |
| 8              | Druids (W&DL)                 | 5–0   | Vron United (W&DL)            |
| 9              | Rhayader                      | thắng | Builth Wells                  |
| 10             | Pontymister United            | 1–3   | Milford Haven                 |

## Vòng Ba
Vòng này có sự tham gia của 10 đội thắng từ vòng Hai cùng với 18 đội bóng mới.
| Số thứ tự trận | Đội nhà                       | Tỉ số | Đội khách                     |
| -------------- | ----------------------------- | ----- | ----------------------------- |
| 1              | Rhayader                      | 0–1   | Aberystwyth Town (MWL)        |
| 2              | Flint Town (WLN)              | 0–3   | Macclesfield (CCL)            |
| 3              | Rhyl (B&DL)                   | 5–1   | Colwyn Bay (WLN)              |
| 4              | Cross Street Gwersyllt (W&DL) | 2–9   | Bangor City (B&DL & WLN)      |
| 5              | Llanerch Celts (W&DL)         | 1–3   | Druids (W&DL)                 |
| 6              | Llandudno (WLN)               | 0–2   | Oswestry Town (B&DL)          |
| 7              | Llanidloes Town (MWL)         | 2–1   | Hereford United (B&DL)        |
| 8              | Aberdare Town (WLS D1)        | 5–0   | Penrhiwceiber (WLS D1)        |
| 9              | Lovell's Athetic (WLS D1)     | 4–1   | Gelli Colliery (WLS D1)       |
| 10             | Barry (WLS D1 & SFL)          | 8–0   | Porth United (WLS D1)         |
| 11             | Cardiff Corinthians (WLS D1)  | 1–2   | Aberaman (WLS D1)             |
| 12             | Milford Haven                 | 3–3   | Caerau Athletic (WLS D1)      |
| đá lại         | Caerau Athletic (WLS D1)      | 3–1   | Milford Haven                 |
| 13             | Troedyrhiw (WLS D1)           | 1–3   | Llanelly (WLS D1)             |
| 14             | Bala Town                     | thắng | Kidderminster Harriers (B&DL) |

## Vòng Bốn
| Số thứ tự trận | Đội nhà                   | Tỉ số | Đội khách                 |
| -------------- | ------------------------- | ----- | ------------------------- |
| 1              | Llanidloes Town (MWL)     | 1–0   | Aberystwyth Town (MWL)    |
| 2              | Aberdare Town (WLS D1)    | 2–0   | Aberaman (WLS D1)         |
| 3              | Lovell's Athetic (WLS D1) | 1–1   | Barry (WLS D1 & SFL)      |
| đá lại         | Barry (WLS D1 & SFL)      | 1–3   | Lovell's Athetic (WLS D1) |
| 4              | Caerau Athletic (WLS D1)  | 1–0   | Llanelly (WLS D1)         |
| 5              | Rhyl (B&DL)               | 5–1   | Macclesfield (CCL)        |
| 6              | Bala Town                 | 1–2   | Druids (W&DL)             |
| 7              | Bangor City (B&DL & WLN)  | 1–1   | Oswestry Town (B&DL)      |
| đá lại         | Oswestry Town (B&DL)      | 0–1   | Bangor City (B&DL & WLN)  |

## Vòng Năm
Vòng này có sự tham gia của 4 đội thắng từ vòng Bốn. Lovell's Athletic, Rhyl và Bangor City đi thẳng vào vòng Sáu.
| Số thứ tự trận | Đội nhà                | Tỉ số | Đội khách                |
| -------------- | ---------------------- | ----- | ------------------------ |
| 1              | Aberdare Town (WLS D1) | 9–1   | Caerau Athletic (WLS D1) |
| 2              | Llanidloes Town (MWL)  | 2–1   | Druids (W&DL)            |

## Vòng Sáu
Vòng này có sự tham gia của 2 đội thắng từ vòng Năm, Lovell's Athletic, Rhyl và Bangor City cùng với 11 đội bóng mới.
| Số thứ tự trận | Đội nhà                   | Tỉ số | Đội khách                |
| -------------- | ------------------------- | ----- | ------------------------ |
| 1              | Swansea Town (FL D2)      | 1–0   | Newport County (FL D3S)  |
| 2              | Cardiff City (FL D3S)     | 2–1   | Bristol City (FL D3S)    |
| 3              | Lovell's Athetic (WLS D1) | 1–4   | Aberdare Town (WLS D1)   |
| 4              | New Brighton (FL D3N)     | 1–8   | Shrewsbury Town (B&DL)   |
| 5              | Llanidloes Town (MWL)     | 3–4   | Bangor City (B&DL & WLN) |
| 6              | Chester (FL D3N)          | 2–1   | Southport (FL D3N)       |
| 7              | Wrexham (FL D3N)          | 1–1   | Rhyl (B&DL)              |
| đá lại         | Rhyl (B&DL)               | 2–1   | Wrexham (FL D3N)         |
| 8              | Tranmere Rovers (FL D3N)  | thắng | Crewe Alexandra (FL D3N) |

## Vòng Bảy
| Số thứ tự trận | Đội nhà                  | Tỉ số | Đội khách                |
| -------------- | ------------------------ | ----- | ------------------------ |
| 1              | Rhyl (B&DL)              | 2–1   | Cardiff City (FL D3S)    |
| 2              | Aberdare Town (WLS D1)   | 3–1*  | Shrewsbury Town (B&DL)   |
| đá lại         | Shrewsbury Town (B&DL)   | 4–1   | Aberdare Town (WLS D1)   |
| 3              | Chester (FL D3N)         | 4–1   | Swansea Town (FL D2)     |
| 4              | Bangor City (B&DL & WLN) | 1–1   | Crewe Alexandra (FL D3N) |
| đá lại         | Crewe Alexandra (FL D3N) | 2–0   | Bangor City (B&DL & WLN) |

## Bán kết
Trận đầu tiên giữa Shrewsbury Town và Crewe Alexandra diễn ra ở Bangor, trận đá lại ở Rhyl.
| Số thứ tự trận | Đội nhà                | Tỉ số | Đội khách                |
| -------------- | ---------------------- | ----- | ------------------------ |
| 1              | Rhyl (B&DL)            | 0–3   | Chester (FL D3N)         |
| 2              | Shrewsbury Town (B&DL) | 0–0   | Crewe Alexandra (FL D3N) |
| đá lại         | Shrewsbury Town (B&DL) | 0–4   | Crewe Alexandra (FL D3N) |

## Chung kết
Trận Chung kết được tổ chức tại Wrexham.
| Số thứ tự trận | Đội nhà                  | Tỉ số | Đội khách        |
| -------------- | ------------------------ | ----- | ---------------- |
| 1              | Crewe Alexandra (FL D3N) | 2–0   | Chester (FL D3N) |